# Carex schallertii
Carex schallertii är en halvgräsart som beskrevs av Josef Murr. Carex schallertii ingår i släktet starrar, och familjen halvgräs. Inga underarter finns listade i Catalogue of Life.